# Fritz Seipelt
Friedrich „Fritz“ Seipelt (* 2. April 1915; † 6. Mai 1981) war ein österreichischer Fußballschiedsrichter. Überregionale Bekanntheit erlangte er durch die Leitung von zwei Endrundenpartien bei der Weltmeisterschaft 1958 sowie Europapokalspielen in den 1950er und 1960er Jahren. Später verantwortete er das Schiedsrichterwesen der UEFA. Für die Weltmeisterschaftsendrunde 1978 leitete er in dieser Funktion das Schiedsrichter-Subkomitee, das unter anderem für die Nominierung der Schieds- und Linienrichter im Vorfeld zuständig war.
Als Schiedsrichter- und Regelreferent des Österreichischen Fußball-Bundes veröffentlichte Seipelt Bücher zur Regelkunde. Seipelt wurde am Hernalser Friedhof bestattet.

## Werke
- mit Karl Malisek: Die Fussballregeln und ihre richtige Auslegung. Offizieller Regeltext u. Erläuterungen f. Schiedsrichter, Spieler-Funktionäre-Zuschauer, Hrsg. Österreichischen Fussballbund (Wien) 1977